# 奥马尔·马丁
奥马尔·米尔·塞迪克（英語：Omar Mir Seddique，1986年11月16日—2016年6月12日），阿富汗裔美国公民。2016年6月12日，他在佛罗里达州奥兰多“脉动”同性恋夜总的一场枪击案中开枪射倒了至少49人，53人受伤，之后在与警方的交火中被击毙。

## 生平
枪击案杀手为29岁的美国公民奥马尔·马丁，是一名穆斯林，出生于纽约，其父母为阿富汗移民。警方怀疑枪手与伊斯兰极端宗教组织有关联，凶手过去也曾自称和“恐怖组织”有联系。《商业内幕》（Business Insider）报道称该恐怖袭击为“独狼式恐怖袭击”，没有证据显示奥马尔曾经直接受过IS组织的领导和训练，而是响应了IS“在各国就地发动圣战处决卡菲勒”的号召。
奧馬爾的父親在接受媒體採訪時称兒子行凶的动机并非出于伊斯兰信仰，而是於數月前在邁阿密看到兩名男子在自己妻兒面前接吻後，感到非常憤怒。
奧馬爾本人疑為一名同性戀者，舊同學指曾邀請他一同到同性戀夜店。在事發夜店的一名表演者表示，他在3年前曾光顧過該夜店，並與另一男子跳舞。他還曾透過同性戀交友程式和同性戀者結交。

## 枪击案和死亡
這次襲擊是美國歷史上最嚴重的槍擊案，也是美國歷史上最嚴重的LGBT迫害，而且是美國本土自九一一襲擊事件以来最严重的恐怖襲擊。
这次发生在脉冲夜店的枪案共造成包括杀手在内至少50人死亡，53人受伤（包括52位平民和1名警官），多名伤者伤势严重，在当地医院接受手术。事发的夜店距离奥兰多地区医疗中心仅仅三个街区的距离，大部分伤员均被送往該医院。